# Hall Island (Alaska)
Hall Island ist eine zu Alaska gehörende unbewohnte Insel im Beringmeer. Die Insel liegt 4 km nordwestlich der St.-Matthew-Insel, von der sie durch die Sarichef Strait getrennt ist. Hall ist 8 km lang und ca. 16 km² groß. Der höchste Punkt liegt 490 m über dem Meeresspiegel.
Die Insel wurde wahrscheinlich 1764 vom russischen Leutnant Sind erstmals in den Seekarten verzeichnet. Unter Jägern war sie aufgrund ihrer Walross-Population auch als „Walross-Insel“ bekannt (russisch: „Ostrov Morzhovoy“). Kommodore Joseph Billings und Gawriil Andrejewitsch Sarytschew ankerten am 14. Juli 1791 zwischen St. Matthew und Hall. Seit 1875 ist die Insel in US-amerikanischen Seekarten als Hall verzeichnet.
Auf der zum Alaska Maritime National Wildlife Refuge gehörenden Insel ist das Pazifische Walross (O. r. divergens) heimisch.

Flora/Fauna
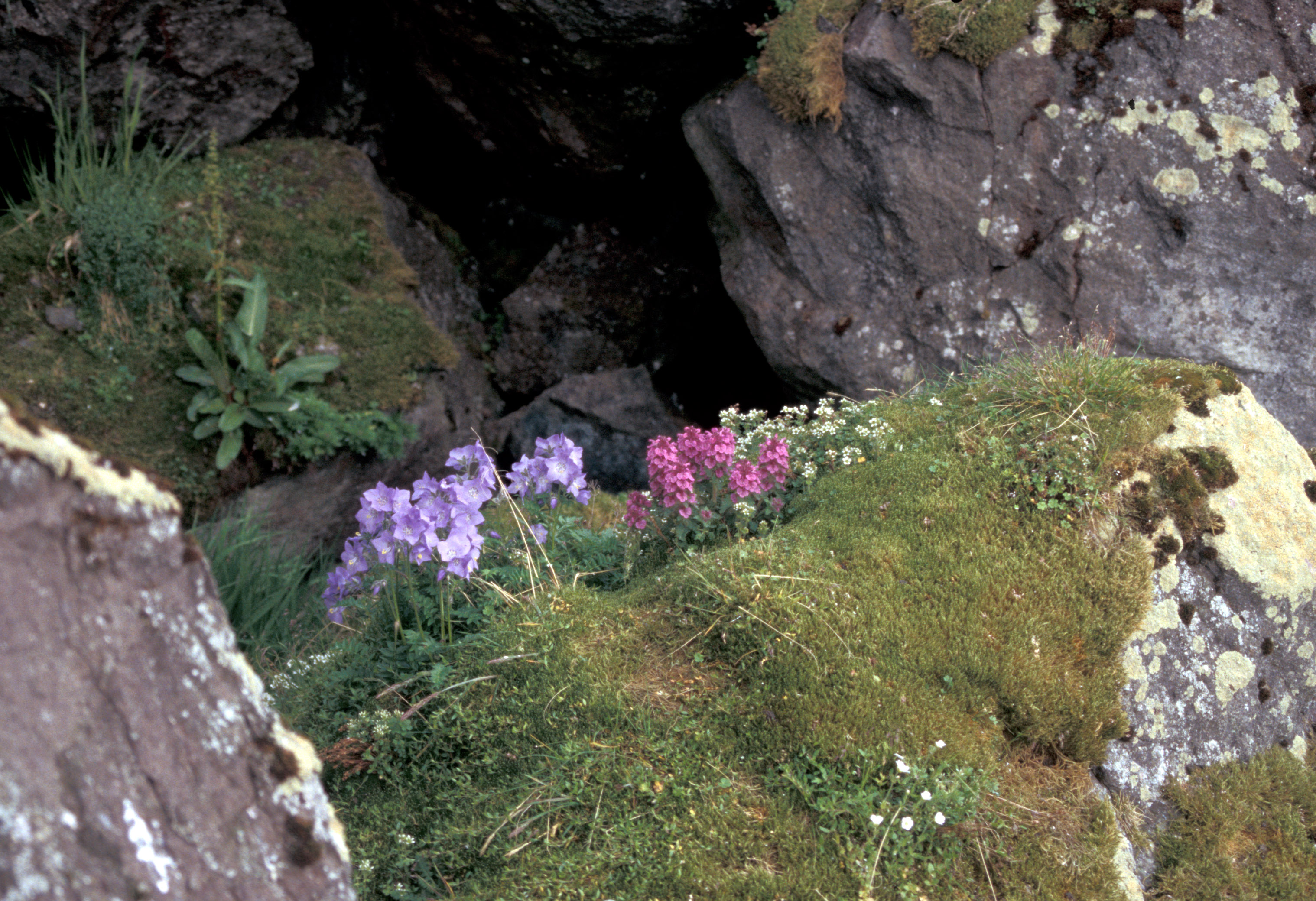
Eine Gesellschaft aus Jakobsleiter und Läusekraut
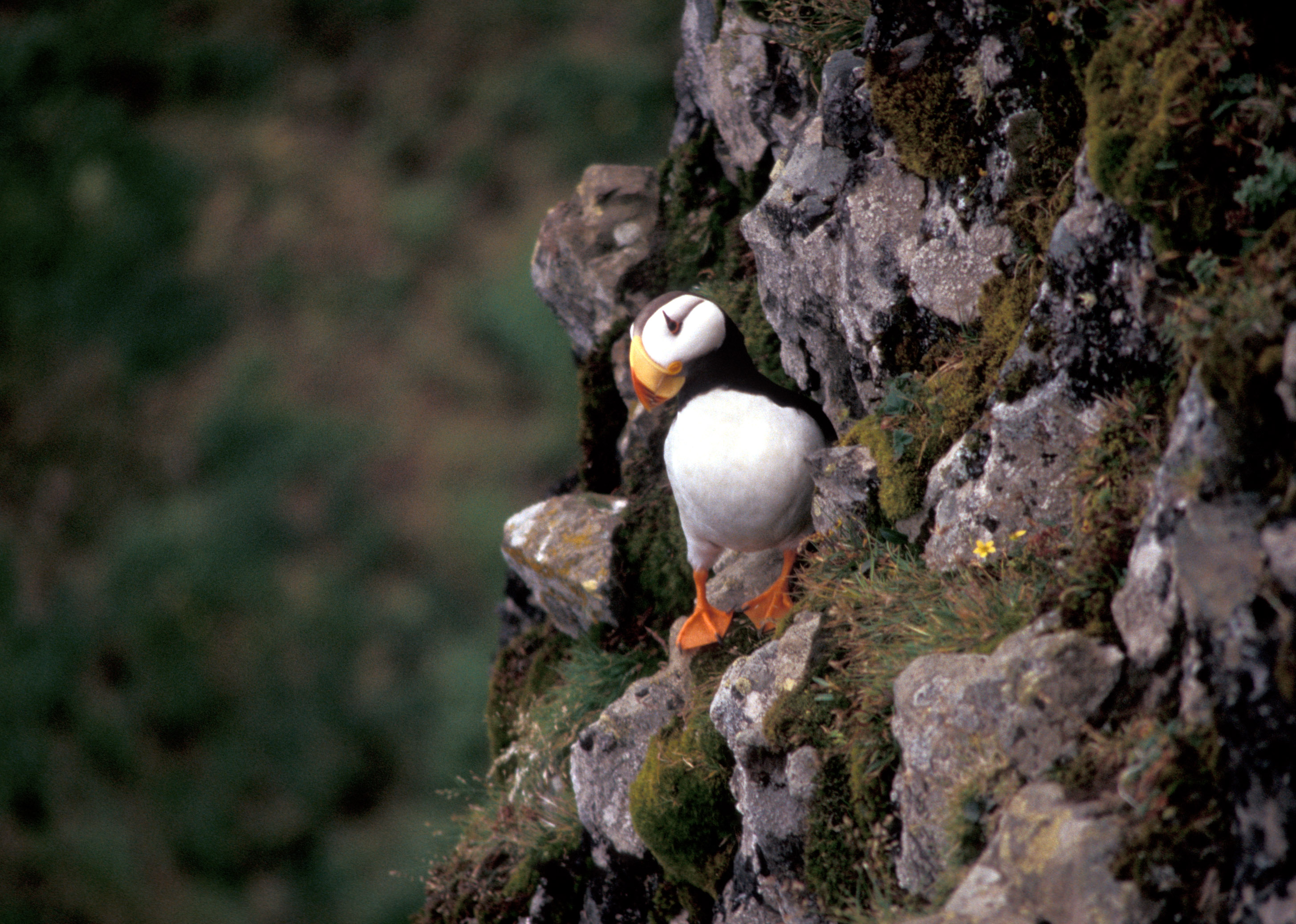
Ein Hornlund (Fratercula corniculata) auf Hall Island